# Hagelsdorf
Hagelsdorf (luxemburgisch Haastertⓘ) ist ein Ortsteil der luxemburgischen Gemeinde Biwer. In ihm leben 26 Einwohner (Stand: 30. September 2021).

## Geographie
Hagelsdorf liegt am linken Ufer der Syr an der Bahnstrecke Luxemburg–Wasserbillig. An das Straßennetz ist der Ort über die CR134 angebunden.